# Pine64
Pine Store Limited, відома під торговою назвою Pine64 (під брендом PINE64), є гонконзькою організацією, яка розробляє, виробляє та продає одноплатні комп'ютери, ноутбуки, смарт-годинник і смартфони. Його назва була навіяна математичними константами pi та e з посиланням на 64-розрядну обчислювальну потужність.

## Історія
Спочатку Pine64 працювала як Pine Microsystems Inc. (Фремонт, Каліфорнія), заснована TL Lim, винахідником серій медіа-плеєрів PopBox і Popcorn Hour, що продаються під брендами Syabas і Cloud Media.
У 2015 році Pine Microsystems запропонувала свій перший продукт, Pine A64, одноплатний комп'ютер, розроблений, щоб конкурувати з популярним Raspberry Pi як за потужністю, так і за ціною. A64 вперше було профінансовано за допомогою краудфандингу Kickstarter у грудні 2015 року, який зібрав понад 1,7 мільйона доларів. Проект на Kickstarter був затьмарений затримками та проблемами з доставкою. Оригінальна сторінка Kickstarter посилалася на компанію Pine64 Inc., розташовану в Делавері, але всі пристрої для кампанії Kickstarter були виготовлені та продані компанією Pine Microsystems Inc., розташованою у Фремонті, Каліфорнія .
У січні 2020 року Pine Microsystems Inc. було ліквідовано, а 5 грудня 2019 року в Гонконгу було зареєстровано компанію Pine Store Limited. Станом на кінець 2020 року стандартна форма контракту pine64.com прив'язує всі замовлення до законодавства Малайзії, тоді як продукція доставляється зі складів у Шеньчжені та Гонконгу, Китай .

## Пристрої
Після початкових замовлень на Kickstarter для одноплатних комп'ютерів Pine A64 компанія продовжила виробництво нових пристроїв.

### Одноплатні комп'ютери
Оригінальні плати Pine A64, випущені в 2016 році, працюють від система-на-кристалі Allwinner A64. Він має чотириядерний 64-розрядний процесор ARM Cortex-A53 з тактовою частотою 1,2 ГГц, графічний процесор ARM Mali 400 MP2, 1 порт HDMI 1.4a, 1 слот для MicroSD, 2 порти USB 2.0 і 100-мегабітний порт Ethernet . Плата A64 має лише 512 мегабайт оперативної пам'яті, версії на 1 ГБ і 2 ГБ мають позначку «Pine A64+». У той час як модель на 512 МБ працює лише з дистрибутивами Arch Linux і Debian GNU/Linux, такими як Armbian або DietPi, A64+ із більшим об'ємом пам'яті також може запускати інші операційні системи, включаючи Android, Remix OS, Windows 10, FreeBSD, і Ubuntu . Додаткові модулі зберігання eMMC можна підключити до спеціальних роз'ємів на платі.
Обчислювальний модуль під назвою SOPINE A64 був представлений у січні 2017 року. Він має ту саму систему на кристалі, що й Pine A64, але встановлений на платі форм-фактора DDR3 SODIMM без роз'ємів USB/HDMI/Ethernet. Він конкурує з обчислювальними модулями Raspberry Pi. Pine64 продає «кластерну плату» з вбудованим 8-портовим комутатором Gigabit Ethernet, який можна використовувати для створення кластерної системи з до 7 модулів SOPINE. Огляд Hackaday зазначив проблеми з якістю виробництва, програмним забезпеченням і підтримкою користувачів.
У 2017 році також було додано версію плат Pine A64/A64+ «Long Term Supply» (LTS) під назвою «Pine A64/A64(+)- LTS». Версії LTS ідентичні A64/A64+, але гарантовано будуть доступні до 2022 року за дещо вищою ціною.
У липні 2017 року компанія додала нову лінійку одноплатних комп'ютерів на основі SoC Rockchip . ROCK64 має 4-ядерний 64-розрядний процесор Rockchip RK3328 ARM Cortex A53, графічний процесор Mali-450MP2, здатний відтворювати відео 4K HDR, 1/2/4 гігабайта оперативної пам'яті, 2 порти USB 2.0 і 1 порт USB 3.0, 1 порт HDMI 2.0. порт, порт Gigabit Ethernet, слот MicroSD і кілька інших периферійних портів.
Його старший брат, ROCKPro64, заснований на 64-розрядному процесорі Rockchip RK3399 Hexa-Core (подвійний ARM Cortex-A72 і чотириядерний ARM Cortex A53). Він оснащений чотириядерним графічним процесором Mali T-860 і, крім стандартних портів USB/Ethernet/HDMI/MicroSD, також має інтерфейс eDP і відкритий слот PCI Express x4. Pine64 пропонує додатковий адаптер PCI Express до Dual SATA-II і додатковий модуль Wi-Fi
У 2019 році була додана нова плата на базі Allwinner як прямий конкурент Raspberry Pi 3 Model B+. Pine H64 базується на чотириядерному 64-розрядному процесорі Allwinner H6 ARM Cortex A53. Він оснащений графічним процесором Mali T-722, 2-ма або 2-ма гігабайтами оперативної пам'яті, двома портами USB 2.0 і 1-м портом USB 3.0, 1-м портом HDMI 2.0, вбудованим Wi-Fi 802.11n, портом Gigabit Ethernet, слотом для карт пам'яті MicroSD і кількома іншими периферійними портами. .

### Ноутбук

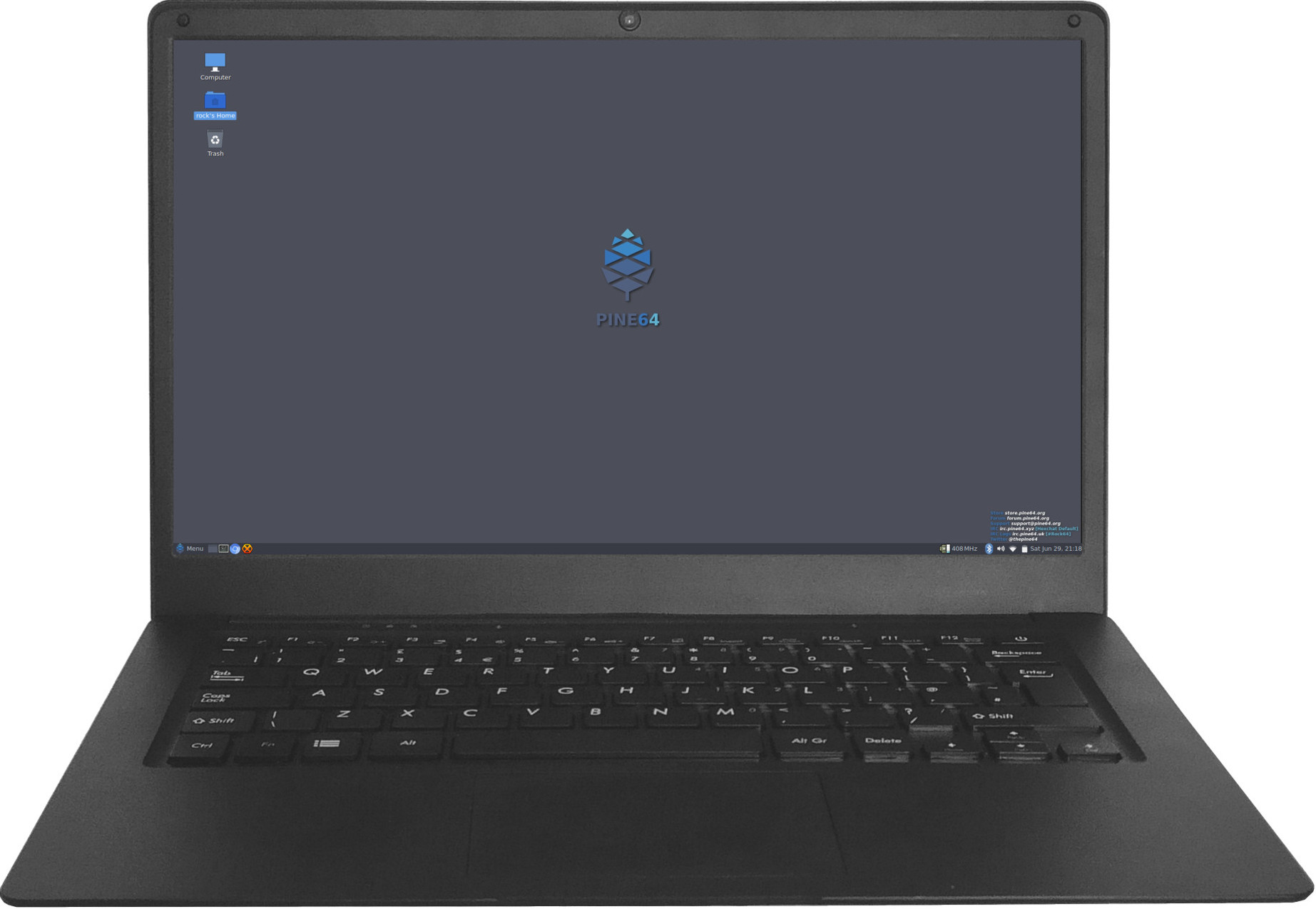
Pinebook Pro

У листопаді 2016 року було анонсовано Pinebook, нетбук, побудований на системі Allwinner A64 SoC з 2 ГБ оперативної пам'яті та модулем eMMC на 16 ГБ. У попередніх коментарях у <i id="mwiQ">Make</i> було сказано, що найближчий аналог A64 був у два-три рази дорожчим за A64, і що A64 продовжив тенденцію Raspberry Pi долати бар'єри для інженерів. Виробництво розпочато у квітні 2017 року. Pinebook можна отримати лише за допомогою системи побудови на замовлення, потенційним покупцям доводиться чекати тижнями або навіть місяцями на код замовлення, який потім потрібно викупити протягом 72 годин. Ціна апаратного забезпечення становить 99 доларів США, але через плату за доставку в розмірі 30 доларів США та в залежності від країни імпортних мит й податків остаточна ціна вища.
Pinebook, зокрема, використовувався командою KDE для покращення Plasma на робочих столах ARM. В огляді остаточного апаратного забезпечення на Linux.com рецензент був здивований його здатністю мати повне, хоча й повільне середовище робочого столу Mate за ціною A64. Тести Phoronix показали, що продуктивність процесора подібна до Raspberry Pi 3.
У липні 2019 року компанія анонсувала PineBook Pro, нетбук, заснований на SoC Rockchip RK3399, який також використовується в ROCKPro64. Система попереднього замовлення запрацювала 25 липня 2019 року. Ціна пристрою становить 199 доларів США, хоча остаточна ціна після доставки та імпортних мит/податків вища. 15 березня 2020 року було оголошено, що PineBook Pro поставлятиметься з Manjaro Linux на основі Arch Linux як операційною системою за замовчуванням.

### Смартфон
Станом на  2019, Pine64 працює на Linux-смартфоні, PinePhone, що використовує 4-ядерний ARM Cortex-A53 64-Bit систему на кристалі (SoC). Мета полягає в тому, щоб телефон був сумісний з будь-яким основним ядром Linux і «підтримував існуючі і добре відомі проекти Linux-on-Phone», як смартфон, розроблений спільнотою. Після першого випуску BraveHeart для перших користувачів у лютому 2020 року, компанія продовжила випускати версії для спільноти, які поступово покращують дизайн. Підтримка спільноти була дуже хорошою, і для пристрою було випущено 17 різних ОС.
У жовтні 2021 року компанія анонсувала PinePhone Pro на базі системного процесора RK3399 з додатковою пам'яттю RAM і MMC, а також камерами з вищою роздільною здатністю.

### Планшет
У травні 2020 року Pine64 анонсувала планшет PineTab із додатковою знімною клавіатурою з підсвічуванням. Це 10-дюймовий планшет на основі тієї ж технології, що й PinePhone, але без модему та вимикачів цієї моделі.
У серпні 2021 року компанія анонсувала PineNote. PineNote — це 10-дюймовий планшет із процесором Rockchip RK3566 і 4 ГБ оперативної пам'яті, така ж конфігурація, яка використовується для нових Quartz64 SBC. Планшет має сенсорний екран Eink із роздільною здатністю 227 точок на дюйм, який також містить шар оцифровки Wacom для підтримки стилуса.